# Turpial Airlines
Volamos en tu direccion
Turpial Airlines, C.A est une compagnie aérienne vénézuélienne basée à l'aéroport international Arturo Michelena de Valence, au Venezuela. Elle assure des vols réguliers et non réguliers de passagers, de fret et de courrier à l'intérieur du pays, ainsi qu'à l'international. Elle dessert des routes nationales parmi lesquelles Valence, Maracaibo et Porlamar, et le Panama comme première destination internationale.

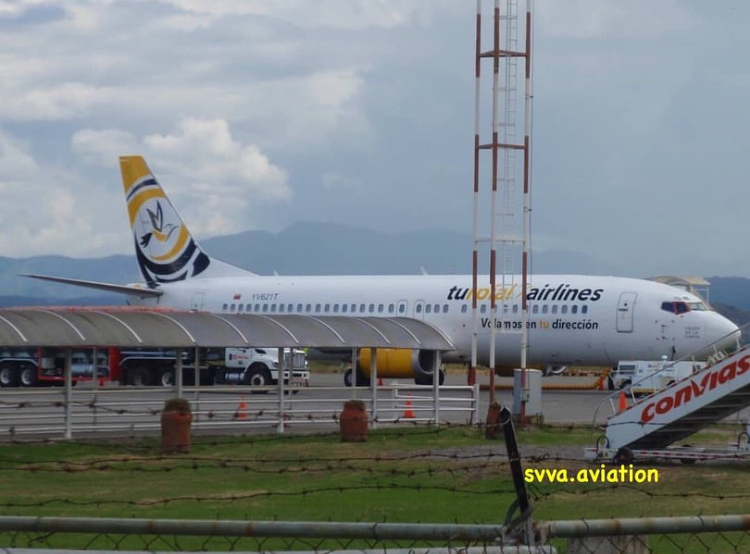
Un Boeing 737-400 de la compagnie

## Flotte
En novembre 2020, la flotte de Turpial Airlines est constituée de :